# Stora Ristjärnen, Dalarna
Stora Ristjärnen är en sjö i Hedemora kommun i Dalarna och ingår i Dalälvens huvudavrinningsområde. Sjön har en area på 0,0655 kvadratkilometer och ligger 174,4 meter över havet.

## Delavrinningsområde
Stora Ristjärnen ingår i det delavrinningsområde (667382-150448) som SMHI kallar för Inloppet i Djuptjärnen. Medelhöjden är 182 meter över havet och ytan är 10,28 kvadratkilometer. Det finns inga avrinningsområden uppströms utan avrinningsområdet är högsta punkten. Kräftbäcken som avvattnar avrinningsområdet har biflödesordning 3, vilket innebär att vattnet flödar genom totalt 3 vattendrag innan det når havet efter 154 kilometer. Avrinningsområdet består mestadels av skog (74 procent). Avrinningsområdet har 0,98 kvadratkilometer vattenytor vilket ger det en sjöprocent på 9,5 procent.